# Del Wilson Trophy
Del Wilson Trophy – nagroda przyznawana w każdym sezonie najlepszemu bramkarzowi Western Hockey League. Nazwa trofeum pochodzi od nazwiska Dela Wilsona, który był menadżerem zespołu Regina Pats i zdobył Memorial Cup w 1974 roku.

## Lista nagrodzonych
- 2016–2017: Carter Hart, Everett Silvertips
- 2015–2016: Carter Hart, Everett Silvertips
- 2014–2015: Taran Kozun, Seattle Thunderbirds[1]
- 2013–2014: Jordon Cooke, Kelowna Rockets
- 2012–2013: Patrik Bartošák, Red Deer Rebels
- 2011–2012: Tyler Bunz, Medicine Hat Tigers
- 2010–2011: Darcy Kuemper, Red Deer Rebels
- 2009–2010: Martin Jones, Calgary Hitmen
- 2008–2009: Chet Pickard, Tri-City Americans
- 2007–2008: Chet Pickard, Tri-City Americans
- 2006–2007: Carey Price, Tri-City Americans
- 2005–2006: Justin Pogge, Calgary Hitmen
- 2004–2005: Jeff Glass, Kootenay Ice
- 2003–2004: Cam Ward, Red Deer Rebels
- 2002–2003: Josh Harding, Regina Pats
- 2001–2002: Cam Ward, Red Deer Rebels
- 2000–2001: Dan Blackburn, Kootenay Ice
- 1999–2000: Bryce Wandler, Swift Current Broncos
- 1998–1999: Cory Rudkowsky, Seattle Thunderbirds
- 1997–1998: Brent Belecki, Portland Winter Hawks
- 1996–1997: Brian Boucher, Tri-City Americans
- 1995–1996: David Lemanowicz, Spokane Chiefs
- 1994–1995: Paxton Schafer, Medicine Hat Tigers
- 1993–1994: Norm Maracle, Saskatoon Blades
- 1992–1993: Trevor Robins, Brandon Wheat Kings
- 1991–1992: Corey Hirsch, Kamloops Blazers
- 1990–1991: Jamie McLennan, Lethbridge Hurricanes
- 1989–1990: Trevor Kidd, Brandon Wheat Kings
- 1988–1989: Danny Lorenz, Seattle Thunderbirds
- 1987–1988: Troy Gamble, Spokane Chiefs
- 1986–1987: Dean Cook, Kamloops Blazers; Kenton Rein, Prince Albert Raiders
- 1985–1986: Mark Fitzpatrick, Medicine Hat Tigers
- 1984–1985: Troy Gamble, Medicine Hat Tigers
- 1983–1984: Ken Wregget, Lethbridge Hurricanes
- 1982–1983: Mike Vernon, Calgary Wranglers
- 1981–1982: Mike Vernon, Calgary Wranglers
- 1980–1981: Grant Fuhr, Victoria Cougars
- 1979–1980: Kevin Eastman, Victoria Cougars
- 1978–1979: Rick Knickle, Brandon Wheat Kings
- 1977–1978: Bart Hunter, Portland Winter Hawks
- 1976–1977: Glen Hanlon, Brandon Wheat Kings
- 1975–1976: Carey Walker, New Westminster Bruins
- 1974–1975: Bill Oleschuk, Saskatoon Blades
- 1973–1974: Garth Malarchuk, Calgary Centennials
- 1972–1973: Ed Humphreys, Saskatoon Blades
- 1971–1972: John Davidson, Calgary Centennials
- 1970–1971: Ed Dyck, Calgary Centennials
- 1969–1970: Ray Martyniuk, Flin Flon Bombers
- 1968–1969: Ray Martyniuk, Flin Flon Bombers
- 1967–1968: Chris Worthy, Flin Flon Bombers
- 1966–1967: Ken Brown, Moose Jaw Warriors